# Tétéma à queue rousse
Chamaeza ruficauda
Ne doit pas être confondu avec Tétéma à poitrine rousse ou Tétéma à front roux.
Espèce
Statut de conservation UICN

 LC  : Préoccupation mineure
Le Tétéma à queue rousse (Chamaeza ruficauda), également appelé Chamaeza du Brésil, est une espèce de passereau de la famille des Formicariidae.

## Répartition
Cet oiseau vit dans le nord-est de l'Argentine et le sud-est du Brésil (de l'État du Minas Gerais au nord du Rio Grande do Sul).